# إيهاب أبو جزر
إيهاب محمود حمد أبو جزر (1 سبتمبر 1980 – )  هو مدرب منتخب فلسطين لكرة القدم ولاعب سابق في منتخب فلسطين، وعدد من الأندية الفلسطينية، وشغل منصب المدير الفني للمنتخب الأولمبي الفلسطيني حتى 2024 و في 3 ديسمبر 2024 أعلن الاتحاد الفلسطيني تعيينه مديرا فنيا للمنتخب الفلسطيني الأول  .

## مسيرته مع الأندية
- شباب رفح 1997 حتى عام 2014[3]
- هلال القدس 2009 حتى 2010 على سبيل الإعارة
- شباب الأمعري 2014 حتى 2015
- شباب السموع 2015 حتى 2016
- شباب الأمعري 2016 حتى 2017

كما لعب إيهاب أبو جزر للمنتخب الفلسطيني عدداً من المباريات الدولية وحمل شارة الكابتن 

## مسيرته مع مجال التدريب
- مدرب شباب الأمعري 2017 حتى 2020.[5]
- مدرب منتخب فلسطين الأولمبي 2020 حتى 2024.[6]
- مدرب منتخب فلسطين الأول 2024